# 砂拉越联足球俱乐部
砂拉越联足球俱乐部（英語：Sarawak United Football Club），简称砂拉越联，是马来西亚砂拉越的一家足球會，于2020年成立，现时参与马来西亚超级足球联赛。

## 简介
2019年马来西亚首要足球联赛结束后，砂拉越联足球俱乐部前身雪兰莪足球协会将停止赞助雪兰莪联，随后该球队被砂拉越足球协会收购，更名为砂拉越联足球俱乐部，继续征战马首联赛。

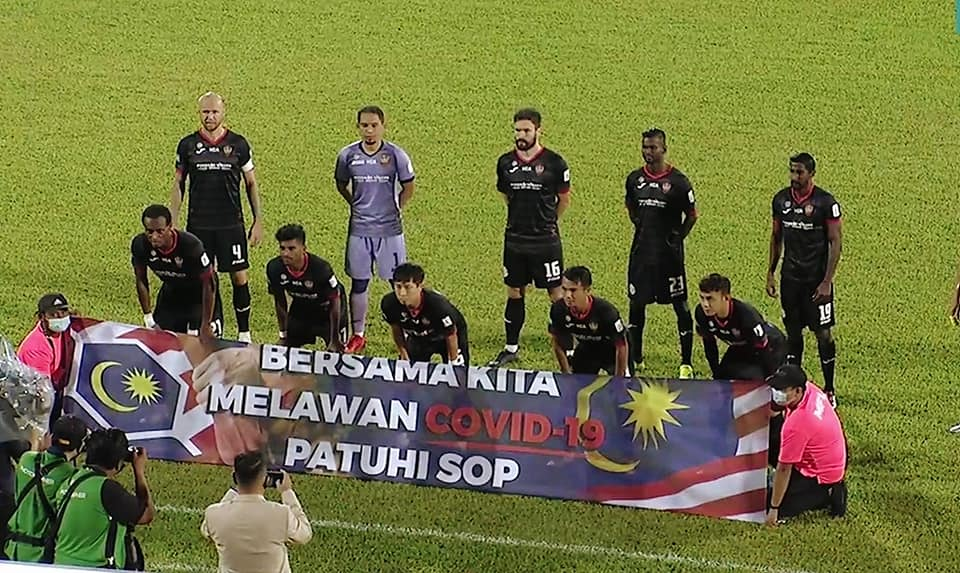
参加2021年马首联赛的砂拉越联

2021年，砂拉越联在转会窗引进多名球员，其中包括马来西亚资深国脚努尔沙赫鲁尔·伊德兰·塔拉哈、澳大利亚外援泰勒·里根、乌切·阿格巴等多名强援，让砂拉越联实力大幅度提升。2021年赛季马首联赛结束后，砂拉越联以38分排名联赛第二而升级至马来西亚超级足球联赛。

## 球队主场
目前球队主场设立在砂拉越州古晋的砂拉越体育馆，能容纳2万8千人。

## 球队荣誉

### 联赛
- 马来西亚足总联赛亚军：2018[註 1]
- 马来西亚首要足球联赛亚军：2021